# Juan Mari Lekuona
Juan Mari Lekuona Berasategi (Oiartzun, Guipúscoa, 1927 - Sant Sebastià, 5 de desembre de 2005) va ser un poeta basc en euskera i estudiós de la literatura oral en aquesta llengua. Nebot de Manuel de Lekuona, president de l'Acadèmia de la Llengua Basca. El 1953 va ser ordenat sacerdot. Després d'una estada a Roma, on va presentar la seva tesi, va ser nomenat coadjutor a Añorga, prop de Sant Sebastià. En aquells dies va llegir Gabriel Aresti, el que va orientar la seva labor poètica cap al compromís social. En aquesta línia està el seu primer llibre, Mindura gaur. Posteriorment abandonaria la poesia social, encaminant la seva obra lírica per altres rumbs, com a Muga Beroak (Límits Càlids, 1973). Tenen una gran rellevància els seus estudis sobre el bersolarisme. Va ingressar en l'Acadèmia de la Llengua Basca com acadèmic de nombre el 1988. Va obtenir diversos premis per la seva carrera literària, entre els quals destaquen dos Premis Euskadi de Literatura, el 1979 i 1990.